# Сондра Финчли
Сондра Финчли (Sondra Finchley) Главная героиня романа Т.Драйзера «Американская трагедия». Одна из возлюбленных (наряду с Робертой Олден) главного героя Клайда Гриффитса, являющегося для него воплощением «американской мечты», красоты и богатства.

## Личность
Сондра Финчли самовлюблённая и избалованная девушка из богатой семьи. Она капризна и привыкла получать всё, что пожелает. Входит в круг «золотой молодёжи». Любит сплетничать и просто обожает, когда мужчины ей восхищаются.

## Роль в сюжете романа «Американская трагедия»
Когда Сондра впервые встречается с Клайдом, она принимает героя за его брата Гилберта, которого недолюбливает — тот, по её мнению, слишком заносчив. Желая задеть самолюбие Гилберта, Сондра флиртует с юношей и вводит его в круг «золотой молодёжи». Постепенно она начинает замечать, что её первоначальное легкомысленное отношение к Клайду превращается в любовь. Молодой человек отвечает ей взаимностью и Сондра уже вот-вот готова сбежать с ним под венец вопреки воле родителей. Однако Клайд узнаёт о беременности уже надоевшей ему Роберты и та настаивает на свадьбе — в противном случае Роберта обнародует эту информацию. Чтобы этого не произошло, Клайд топит её в озере. Вскоре об этом узнает весь круг его знакомых, включая Сондру. Она никак не может поверить в то, что он это сделал. Когда Клайд оказывается в тюрьме, Сондра присылает ему прощальное письмо.